# Brachystegia leonensis
Brachystegia leonensis är en ärtväxtart som beskrevs av Burtt Davy och John Hutchinson. Brachystegia leonensis ingår i släktet Brachystegia och familjen ärtväxter. Inga underarter finns listade i Catalogue of Life.